# Kearney (Nebraska)
Kearney es una ciudad ubicada en el condado de Buffalo en el estado estadounidense de Nebraska. En el Censo de 2010 tenía una población de 30.787 habitantes y una densidad poblacional de 914 personas por km². Se encuentra a orillas del curso medio del río Platte, un afluente del Misuri.

## Geografía

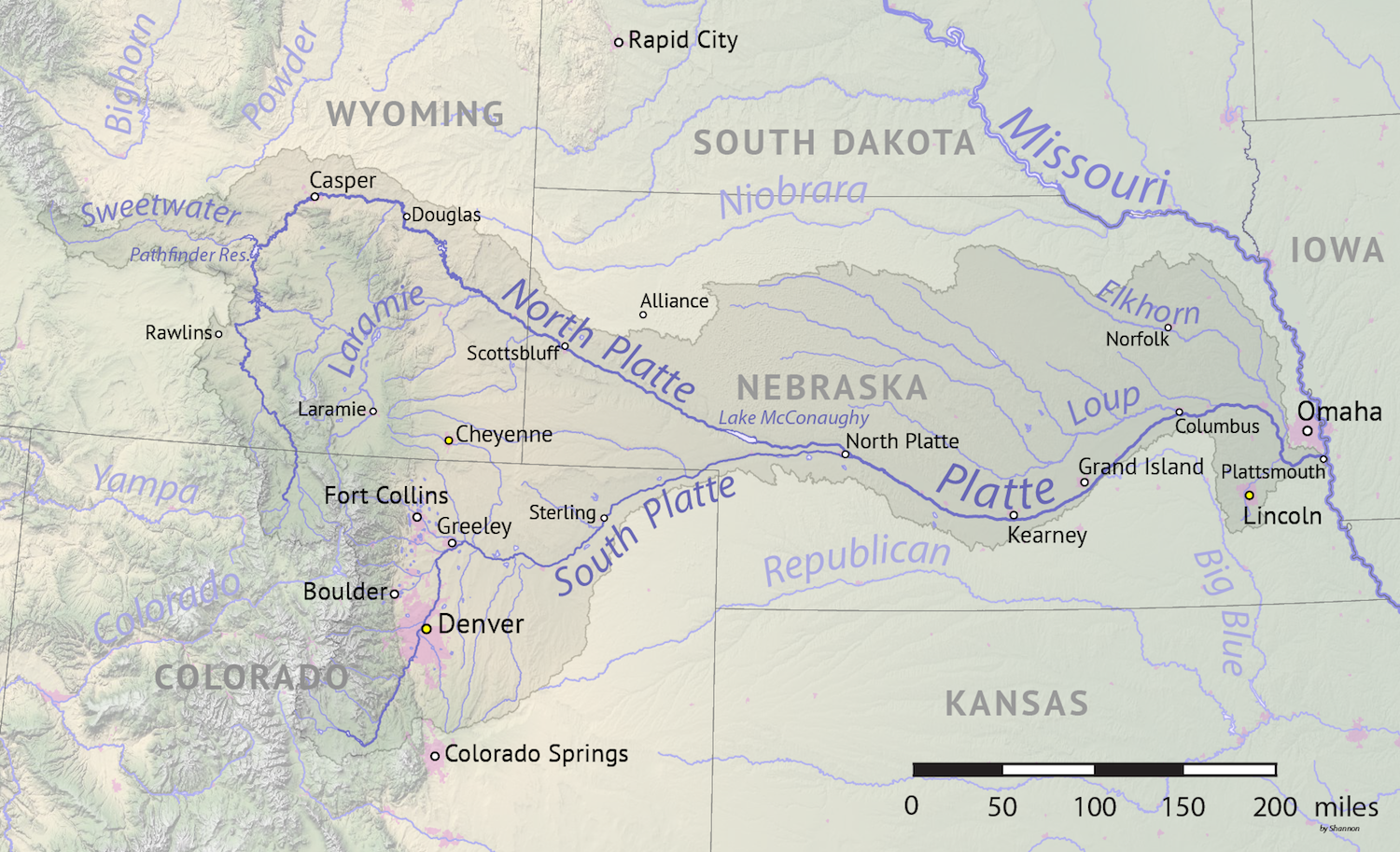
Mapa del río Platte en el que aparece, en su curso medio, Kearney

Kearney se encuentra ubicada en las coordenadas 40°42′2″N 99°5′1″O / 40.70056, -99.08361. Según la Oficina del Censo de los Estados Unidos, Kearney tiene una superficie total de 33.69 km², de la cual 33.08 km² corresponden a tierra firme y (1.79%) 0.6 km² es agua.

## Demografía
Según el censo de 2010, había 30787 personas residiendo en Kearney. La densidad de población era de 913,89 hab./km². De los 30787 habitantes, Kearney estaba compuesto por el 92.3% blancos, el 1.02% eran afroamericanos, el 0.3% eran amerindios, el 1.78% eran asiáticos, el 0.02% eran isleños del Pacífico, el 3.14% eran de otras razas y el 1.43% pertenecían a dos o más razas. Del total de la población el 7.29% eran hispanos o latinos de cualquier raza.

## Curiosidades
Esta ciudad aparece como una de las paradas en el viaje de Phileas Fogg en el libro La vuelta al mundo en ochenta días (1872), de Julio Verne.